# 威爾莫特 (北卡羅萊納州)
威爾莫特（英語：Wilmot）是位於美國北卡羅萊納州傑克遜縣的非建制地區。

## 歷史
威爾莫特的郵局於1886年設立，其後於1922年停運。

## 地理
威爾莫特所處的海拔為高於海平面584米（即1916英呎），而該地所採用的時區為UTC-5，即北美东部时区（EST）。同時該地設有夏令時間，為UTC-5調快一小時，即UTC-4（EDT）。